# Tomáš Zdechovský
Tomáš Zdechovský (2 de novembro de 1979) é um político, gerente de crise, poeta, escritor e jornalista checo. Em 2014 foi eleito Deputado ao Parlamento Europeu. De 2014 a 2019 foi um dos membros da Comissão do Controlo Orçamental (CONT), da Comissão das Liberdades Cívicas, da Justiça e dos Assuntos Internos (LIBE) e da Delegação para as Relações com o República Popular da China (D-CN). Foi reeleito em maio de 2019 e é membro da Comissão do Controlo Orçamental (CONT) e da Comissão do Emprego e dos Assuntos Sociais (EMPL).
Em 2 de dezembro de 2019, ele anunciou a sua intenção de se candidatar à presidência do KDU-ČSL. No entanto, em uma conferência do partido, ele retirou a sua candidatura e foi finalmente eleito vice-presidente do partido.

## Atividades no Parlamento europeu
Zdechovský interessou-se pelo caso Michalák: condena as práticas do serviço de proteção às crianças norueguês, Barnevernet, e tenta mudar o funcionamento dessa agência norueguesa. Ele é também o autor da introdução do livro tolen Childhood: The truth about Norway's child welfare system (Infância Roubada: A verdade sobre o serviço de proteção às crianças norueguês). O livro foi publicado em 2019 e trata da questão do afastamento de crianças de seus pais pelo serviço norueguês  Barnevernet, as causas da grande influência desta instituição e as razões para as frequentes críticas de Barnevernet por violações de direitos humanos.
Tomáš Zdechovský também comentou várias vezes sobre a crise migratória europeia e, em julho de 2015, visitou alguns campos de refugiados na Sicília. Segundo ele, a maioria das pessoas nos campos de refugiados da área são, na verdade, imigrantes econômicos. No entanto, sua crítica também se dirige à Grécia, que em suas palavras negligenciou os controles de fronteira e o registro dos recém-chegados.
Ele também está envolvido nos esforços para libertar o missionário tcheco falsamente acusado de espionagem que foi preso no Sudão.
Tomáš Zdechovský é o adversário da mudança de horário e aderiu à iniciativa europeia ‘For Only One Time’, que pretende implementar um único horário. Formou parte duma delegação do Parlamento Europeu responsável por investigar o possível conflito de interesses do qual foi acusado o primeiro-ministro tcheco, Andrej Babiš.

## Poeta e escritor
Tomáš Zdechovský tem publicado quatro coleções de poesia:
- Ze zahrady mé milé (Do jardim da minha querida), 2008

- Odpusť mým rtům (Desculpa os meus lábios), 2009

- Intimní doteky (Toques íntimos), 2010

- Kapka (Pingo), 2016

Em 2013 publicou sua primeira obra em prosa intitulada Nekonečné ticho (Silêncio sem fim).